# Maranke Rinck
Maranke Rinck (Rotterdam, 1976) is een Nederlandse kinderboekenschrijver. Ze schrijft prentenboeken, korte verhalen, leesboeken en verhalen in opdracht van culturele instellingen en educatieve uitgeverijen.
Rinck schrijft verhalen voor kinderen tot tien jaar. In 2017 won ze een Zilveren Griffel voor Tangramkat, een prentenboek dat ze maakte met haar man, illustrator Martijn van der Linden. Hun prentenboek Knikkeruil was het Officiële Prentenboek van de Kinderboekenweek. Voor het leesboek Bob Popcorn won Maranke in 2020 het Apeldoorns Uiltje en de Kinderboekwinkelprijs 2020. De prentenboeken van Rinck zijn in vele talen vertaald.